# Клер (парафія, Нью-Брансвік)
Клер (англ. Clair) — парафія в Канаді, у провінції Нью-Брансвік, у складі графства Мадаваска.

## Населення
За даними перепису 2016 року, парафія нараховувала 283 особи, показавши скорочення на 4,7%, порівняно з 2011-м роком. Середня густина населення становила 6,4 осіб/км².
З офіційних мов обидвома одночасно володіли 160 жителів, тільки англійською — 5, тільки французькою — 110.
Працездатне населення становило 75,6% усього населення, рівень безробіття — 5,9% (0% серед чоловіків та 0% серед жінок). 79,4% осіб були найманими працівниками, а 17,6% — самозайнятими.
Середній дохід на особу становив $34 498 (медіана $27 520), при цьому для чоловіків — $38 191, а для жінок $30 958 (медіани — $35 008 та $21 600 відповідно).
32,6% мешканців мали закінчену шкільну освіту, не мали закінченої шкільної освіти — 30,4%, 34,8% мали післяшкільну освіту, з яких 18,8% мали диплом бакалавра, або вищий.
| Статево-вікова структура населення | Статево-вікова структура населення | Статево-вікова структура населення | Статево-вікова структура населення | Статево-вікова структура населення |
| ---------------------------------- | ---------------------------------- | ---------------------------------- | ---------------------------------- | ---------------------------------- |
|                                    |                                    |                                    |                                    |                                    |
| Всього                             | Всього                             | 51,8%48,2%                         |                                    |                                    |
| 0 — 14 років                       | 0 — 14 років                       |                                    | 12,5%                              | 12,5%                              |
| 15 — 64 років                      | 15 — 64 років                      |                                    | 62,5%                              | 62,5%                              |
| 65 і більше                        | 65 і більше                        |                                    | 25%                                | 25%                                |
| 85 і більше                        | 85 і більше                        |                                    | 3,6%                               | 3,6%                               |
| Середній вік (років)               | Середній вік (років)               | 47,047,3                           | 47,2                               | 47,2                               |
| Медіана (років)                    | Медіана (років)                    | 52,050,2                           | 51,1                               | 51,1                               |
| — чоловіки — жінки                 |                                    |                                    |                                    |                                    |

| Походження мешканців:     | Походження мешканців:     | Походження мешканців: | Походження мешканців: | Походження мешканців: |
| ------------------------- | ------------------------- | --------------------- | --------------------- | --------------------- |
| Походження                |                           |                       | осіб                  | %                     |
| Корінні американці        | Корінні американці        |                       | 0                     | 0%                    |
| Інше північноамериканське | Інше північноамериканське |                       | 220                   | 86.27%                |
| Європейське               | Європейське               |                       | 75                    | 29.41%                |
| британське                | британське                |                       | 15                    | 5.88%                 |
| французьке                | французьке                |                       | 80                    | 31.37%                |

| Зайнятість населення за галузями (за класифікацією NOC): | Зайнятість населення за галузями (за класифікацією NOC): | Зайнятість населення за галузями (за класифікацією NOC): | Зайнятість населення за галузями (за класифікацією NOC): | Зайнятість населення за галузями (за класифікацією NOC): |
| -------------------------------------------------------- | -------------------------------------------------------- | -------------------------------------------------------- | -------------------------------------------------------- | -------------------------------------------------------- |
|                                                          |                                                          |                                                          |                                                          |                                                          |
| Бізнес, фінанси та адміністрування                       | Бізнес, фінанси та адміністрування                       |                                                          | 15,2%                                                    | 15,2%                                                    |
| Природничі та прикладні науки                            | Природничі та прикладні науки                            |                                                          | 6,1%                                                     | 6,1%                                                     |
| Охорона здоров'я                                         | Охорона здоров'я                                         |                                                          | 9,1%                                                     | 9,1%                                                     |
| Освіта, правозахист, муніципальні та урядові служби      | Освіта, правозахист, муніципальні та урядові служби      |                                                          | 6,1%                                                     | 6,1%                                                     |
| Роздрібна торгівля та послуги                            | Роздрібна торгівля та послуги                            |                                                          | 24,2%                                                    | 24,2%                                                    |
| Гуртова торгівля, транспорт та обладнання                | Гуртова торгівля, транспорт та обладнання                |                                                          | 15,2%                                                    | 15,2%                                                    |
| Природні ресурси, сільське господарство                  | Природні ресурси, сільське господарство                  |                                                          | 6,1%                                                     | 6,1%                                                     |
| Виробництво                                              | Виробництво                                              |                                                          | 15,2%                                                    | 15,2%                                                    |

## Клімат
Середня річна температура становить 2,6°C, середня максимальна – 21,8°C, а середня мінімальна – -20,6°C. Середня річна кількість опадів – 1 042 мм.
| Клімат поселення                              | Клімат поселення | Клімат поселення | Клімат поселення | Клімат поселення | Клімат поселення | Клімат поселення | Клімат поселення | Клімат поселення | Клімат поселення | Клімат поселення | Клімат поселення | Клімат поселення | Клімат поселення |
| Показник                                      | Січ.             | Лют.             | Бер.             | Квіт.            | Трав.            | Черв.            | Лип.             | Серп.            | Вер.             | Жовт.            | Лист.            | Груд.            |                  |
| Середній максимум, °C                         | −7,75            | −5,74            | 0,61             | 7,60             | 15,73            | 20,93            | 21,76            | 20,24            | 15,06            | 9,00             | 2,40             | −6               |                  |
| Середня температура, °C                       | −14,17           | −12,16           | −5,79            | 1,18             | 9,31             | 14,50            | 17,78            | 16,27            | 11,08            | 5,02             | −1,57            | −9,98            |                  |
| Середній мінімум, °C                          | −20,6            | −18,57           | −12,22           | −5,23            | 2,90             | 8,09             | 13,82            | 12,28            | 7,10             | 1,06             | −5,55            | −13,96           |                  |
| Норма опадів, мм                              | 79               | 64               | 69               | 70               | 88               | 94               | 114              | 104              | 94               | 88               | 92               | 86               |                  |
| Середньомісячна швидкість вітру, м/с          | 3.92             | 3.97             | 4.11             | 3.90             | 3.54             | 3.23             | 2.91             | 2.88             | 3.14             | 3.50             | 3.70             | 3.85             |                  |
| Середньомісячна сонячна радіація, кДж/м²·день | 4963             | 8133             | 12158            | 16011            | 18509            | 20199            | 19524            | 17153            | 12504            | 7685             | 4561             | 3794             |                  |
| --------------------------------------------- | ---------------- | ---------------- | ---------------- | ---------------- | ---------------- | ---------------- | ---------------- | ---------------- | ---------------- | ---------------- | ---------------- | ---------------- | ---------------- |
| Джерело:                                      |                  |                  |                  |                  |                  |                  |                  |                  |                  |                  |                  |                  |                  |